# 3843 OISCA
3843 OISCA (1987 DM) là một tiểu hành tinh nằm phía ngoài của vành đai chính được phát hiện ngày 28 tháng 2 năm 1987 bởi Y. Oshima ở Gekko.